# Tamoto
Tamoto ist eine deutsche Musikgruppe, die im Jahr 2003 gegründet wurde.
Ihr Debütalbum veröffentlichten sie 2005 bei Sony BMG. Beteiligt ist ein Mitglied der Guano Apes. Die Band erhielt viel Airplay im Radio und bei Musikfernsehsendern.

## Werdegang
2003 gründeten die Musiker Dennis Poschwatta der Guano Apes (Schlagzeug und Gesang) und Markus Gumball alias G-Ball (Gesang) in Moringen bei Göttingen die Rock-Band Tamoto. Dennis Poschwatta war der Schlagzeuger der Guano Apes und Markus Gumball, Sohn einer Portugiesin und eines Deutschen, der ursprünglich aus dem Rhythm and Blues und Remix Bereich stammt, betreiben die Band als Duo.
Im folgenden Jahr 2004 produzierten die beiden mit vielen befreundeten Musikern in Moringen, Göttingen, Hannover und Berlin ihr Album.
Mitwirkende Musiker waren Henning Rümenapp, Stefan Ude, Kai Weißer alias Kaa, Lars Watermann, Fabio Trentini (H-Blockx), Lonzo Zacharias sowie Clemens Matznik (Revolverheld & Diane) als Tonmeister.
Im Frühjahr 2005 unterschrieben die beiden Musiker ihren Plattenvertrag bei der Plattenfirma Gun Records (Sony BMG). Danach folgten im Sommer die Veröffentlichungen der Single Beware und des Albums Clemenza. Die Single Beware wurde auf MTV und VIVA ausgestrahlt und hielt sich zwei Monate in den Top 100 der deutschen Charts.
Die Band spielte zahlreiche große Festivals mit Größen wie unter anderem Foo Fighters, System of a Down, Motörhead, David Coverdale.

## Diskografie

### Alben
- Crudezza (2007) 5-Track-Mini-Album
- Clemenza (2005)

### Singles
- Beware (2005)
- On My Mind (2005)